# Weldon Olson
Weldon Howard „Weldy“ Olson (* 12. November 1932 in Marquette, Michigan; † 13. Mai 2023 in Findlay, Ohio) war ein US-amerikanischer Eishockeyspieler. Bei den Olympischen Winterspielen 1960 gewann er als Mitglied der US-amerikanischen Nationalmannschaft die Goldmedaille.   

## Karriere
Weldon Olson begann seine Karriere als Eishockeyspieler an der Michigan State University, die er von 1951 bis 1955 besuchte, während er parallel für deren Eishockeymannschaft in der National Collegiate Athletic Association spielte. Anschließend spielte er fünf Jahre lang für das Team USA, mit dem er sich jeweils auf die anstehenden internationalen Turniere vorbereitete. 

### International
Für die USA nahm Olson an den Olympischen Winterspielen 1956 in Cortina d’Ampezzo sowie 1960 in Squaw Valley teil. Bei den Winterspielen 1956 gewann er mit seiner Mannschaft die Silber-, bei den Winterspielen 1960 die Goldmedaille. Zudem stand er im Aufgebot seines Landes bei den Weltmeisterschaften 1957, 1958 und 1959. 

## Erfolge und Auszeichnungen
- 1956: Silbermedaille bei den Olympischen Winterspielen
- 1960: Goldmedaille bei den Olympischen Winterspielen